# Leopard Development Team/Saison 2015
Dieser Artikel listet die Mannschaft und die Erfolge des Leopard Development Teams in der Saison 2015 auf.

## Erfolge in der UCI Europe Tour
| Datum    | Rennen                                                | Kat. | Fahrer      |
| -------- | ----------------------------------------------------- | ---- | ----------- |
| 25. Juni | Luxemburgische Meisterschaft – Einzelzeitfahren (U23) | CN   | Tom Wirtgen |
| 28. Juni | Luxemburgische Meisterschaft – Straßenrennen (U23)    | CN   | Tom Wirtgen |

## Erfolge im Cyclocross 2014/2015
| Datum      | Rennen                                    | Kat. | Fahrer           |
| ---------- | ----------------------------------------- | ---- | ---------------- |
| 11. Januar | Luxemburgische Meisterschaft, Bruch (U23) | CN   | Massimo Morabito |

## Abgänge – Zugänge
| Zugänge             | Team 2014                      | Abgänge                       | Team 2015                     |
| ------------------- | ------------------------------ | ----------------------------- | ----------------------------- |
| Laurent Van Den Bak | An Post-Chain Reaction         | Alex Kirsch                   | Cult Energy Pro Cycling       |
| Kristian Haugaard   | Development Team Giant-Shimano | Joël Zangerle                 | Cult Energy Pro Cycling       |
| Wiktor Manakow      | Itera-Katusha                  | Dennis Coenen                 | Vastgoedservice-Golden Palace |
| Jan Dieteren        | Team Stölting                  | Piero Baffi                   | Karriereende                  |
| Alexander Krieger   | Team Stuttgart                 | Massimo Morabito              | Unbekannt                     |
| Brent Luyckx        | Neoprofi                       | Florian Salzinger             | Unbekannt                     |
| Tom Wirtgen         | Neoprofi                       | Tom Thill                     | Unbekannt                     |
|                     |                                | Brent Luyckx (bis 31. August) | Unbekannt                     |

## Mannschaft
| Teamkader 2015                  | Teamkader 2015    | Teamkader 2015 | Teamkader 2015                      |
| Name                            | Geburtsdatum      | Land           | Vorheriges Team                     |
| ------------------------------- | ----------------- | -------------- | ----------------------------------- |
| Jan Dieteren                    | 12. April 1993    | Deutschland    | Stölting (2014)                     |
| Kevin Feiereisen                | 12. April 1992    | Luxemburg      |                                     |
| Kristian Haugaard               | 27. Februar 1991  | Dänemark       | Giant-Shimano Development (2014)    |
| Marco König                     | 1. Juli 1995      | Deutschland    |                                     |
| Alexander Krieger               | 28. November 1991 | Deutschland    | Team Stuttgart (2014)               |
| Brent Luyckx (1. Jan.–31. Aug.) | 4. Juli 1995      | Belgien        |                                     |
| Wiktor Wiktorowitsch Manakow    | 9. Juni 1992      | Russland       | Itera-Katusha (2014)                |
| Massimo Morabito                | 25. Februar 1993  | Luxemburg      |                                     |
| Patrick Olesen                  | 9. Oktober 1994   | Dänemark       | Trefor (2013)                       |
| Matthias Plarre                 | 27. Februar 1992  | Deutschland    | LKT Team Brandenburg (2013)         |
| Pit Schlechter                  | 26. Oktober 1990  | Luxemburg      | Continental Team Differdange (2010) |
| Luc Turchi                      | 1. Juni 1995      | Luxemburg      |                                     |
| Laurent Vanden Bak              | 2. Oktober 1989   | Belgien        | An Post-ChainReaction (2014)        |
| Tom Wirtgen                     | 4. März 1996      | Luxemburg      | UC Dippach (2014)                   |
|                                 |                   |                |                                     |
| Quelle: UCI                     |                   |                |                                     |